# Nora Swinburne
Nora Swinburne (Bath, Inglaterra, 24 de julio de 1902-Londres, 1 de mayo de 2000) fue una actriz teatral y cinematográfica de nacionalidad británica.

## Biografía
Su verdadero nombre era Leonora Mary Johnson, y nació en Bath, Inglaterra, siendo sus padres Henry Swinburne Johnson y Leonora Tamar Brain. Fue educada en el Rosholme College de Weston-super-Mare, y estudió interpretación en la Royal Academy of Dramatic Art. Como miembro de los Clive Currie's Young Players en 1914, ese año actuó en los Teatros Grand, Croydon, Court y Little. 
Siendo todavía estudiante de la Academy, el 11 de abril de 1916 actuó en el Teatro Noël Coward en la obra Paddly Pools. En septiembre de 1916 fue bailarina en la revista representada en el Teatro Harold Pinter This and That, y en octubre de ese año actuó en Samples en el Teatro Gielgud. En este último local encarnó en marzo de 1917 a Gabrielle en Suzette. Otros de sus primeros papeles fueron el de Lulu en Yes, Uncle!, representada en el Prince of Wales en diciembre de 1917, y el de Regina Waterhouse en el Novello en diciembre de 1918. 
En el Teatro Apollo en 1919 hizo el papel titular en Tilly of Bloomsbury, y después fue Roselle en The Betrothal, en el Gaiety (enero de 1921), finalizando ese año con el rodaje de varias obras cinematográficas.
Swinburne debutó en el cine en 1920, rodando nueve cintas mudas hasta 1926. En 1930 hizo su primer film sonoro, rodando su última película en 1971. Aunque trabajó de modo principal en el cine británico, también actuó en producciones estadounidenses, tres de ellas de gran fama: Quo vadis? (1951), The River (1951) y Helen of Troy (1956, esta última una coproducción italoestadounidense en la que actuó junto a su marido, Esmond Knight, con el que también había trabajado en The River.
En televisión, entre 1956 y 1974 participó en tres telefilmes y en algunas series televisivas como Fall of Eagles. En particular, colaboró en 1967 en nueve episodios de la serie británica La saga de los Forsyte.
Swinburne se casó en 1924 con el actor británico de carácter Francis Lister, en 1934 con el también actor Edward Ashley-Cooper, y en 1946 con otro actor, Esmond Knight. A este último le había conocido en 1937, con ocasión de la representación en Londres de la pieza Wise Tomorrow. Knight, que falleció en 1987, actuó junto a Swinburne en diversas producciones, tanto teatrales como cinematográficas.
Nora Swinburne falleció en Londres, Inglaterra, en 2000, por causas naturales. Su hijastra fue la actriz Rosalind Knight.

## Selección de su carrera teatral

### En Inglaterra
- 1926 : The Best People de David Gray y Avery Hopwood, con C.V. France y Ian Hunter
- 1937 : Wise Tomorrow, de Stephen Powys, con Esmond Knight, Martita Hunt, Diana Churchill, Naunton Wayne
- 1937 : The Laughing Cavalier, de Reginald Arkell
- 1938 : Dodsworth, adaptación de Sidney Howard a partir de Sinclair Lewis, con Gladys Cooper y Philip Merivale
- 1938 : Lot's Wife, de Peter Blackmore, con Torin Thatcher
- 1941 : Dear Brutus, de J. M. Barrie, con John Gielgud y Roger Livesey
- 1941 : Ducks and Drakes, de M. J. Farrell, escenografía de John Gielgud
- 1942 : Full Swing, de Arthur MacRae, Archie Menzies y Jack Hulbert, con Jack Hulbert
- 1943 : A Month in the Country, de Iván Turguénev, con Michael Redgrave
- 1945 : The Years Between, de Daphne du Maurier
- 1952 : Red Letter Day, de Harcourt Williams, con Fay Compton
- 1953 : Una mujer sin importancia, de Oscar Wilde, con Clive Brook e Isabel Jeans
- 1959 : Fool's Paradise, de Peter Coke, con Clive Brook
- 1973 : The Family Reunion, de T. S. Eliot, con Edward Fox y Esmond Knight
- 1975 : The Cocktail Party, de T. S. Eliot, con Esmond Knight

### En Broadway
- 1923 : The Mountebank, de W.J. Locke y Ernest Denny, escenografía de David Burton
- 1923 : Mary, Mary, Quite Contrary, de St. John Ervine, escenografía y producción de David Belasco, con C. Aubrey Smith
- 1930 : Lady Clara, de Aimee Stuart y Philip Stuart

## Selección de su filmografía
| - 1920 : Branded - 1920 : Saved from the Sea, de W.P. Kellino - 1921 : The Autumn of Pride - 1921 : The Fortune of Christina McNab - 1923 : Red Trail - 1923 : Hornet's Nest - 1924 : The Unwanted - 1924 : His Grace gives Notice, de W.P. Kellino - 1925 : A Girl of London, de Henry Edwards - 1930 : Caste - 1930 : Alf's Button, de W.P. Kellino - 1930 : Alibi - 1931 : Potiphar's Wife, de Maurice Elvey, con Laurence Olivier - 1931 : A Man of Mayfair, de Louis Mercanton - 1931 : These Charming People, de Louis Mercanton - 1932 : White Face - 1932 : Mr Bill the Conqueror/The Man Who Won - 1933 : Perfect Understanding - 1933 : Too Many Wives, de George King - 1934 : The Office Wife, de George King - 1936 : Jury's Evidence, de Ralph Ince - 1936 : The Gay Adventure, de Sinclair Hill - 1936 : The Lonely Road - 1937 : Dinner at the Ritz, de Harold D. Schuster - 1938 : La ciudadela, de King Vidor - 1941 : The Farmer's Wife, de Leslie Arliss y Norman Lee - 1940 : A Gentleman of Venture/It Happened to One Man - 1942 : They Flew Alone, de Herbert Wilcox | - 1943 : Dear Octopus - 1943 : The Man in Grey, de Leslie Arliss - 1944 : Fanny by Gaslight, de Anthony Asquith - 1946 : They Knew Mr. Knight - 1947 : Jassy, de Bernard Knowles - 1948 : Quartet, film de sketches, segmento The Colonel's Lady, de Ken Annakin - 1948 : The Blind Goddess - 1949 : Fools Rush In, de John Paddy Carstairs - 1949 : The Bad Lord Byron - 1949 : Marry Me, de Terence Fisher - 1949 : Christopher Columbus, de David MacDonald - 1949 : Landfall, de Ken Annakin - 1950 : My Daughter Joy, de Gregory Ratoff - 1951 : Quo vadis?, de Mervyn LeRoy - 1951 : El río (The River), de Jean Renoir - 1954 : Betrayed, de Gottfried Reinhardt - 1955 : The End of the Affair, de Edward Dmytryk - 1956 : Helen of Troy, de Robert Wise - 1958 : Strange Awakening, de Montgomery Tully - 1959 : Third Man on the Mountain, de Ken Annakin - 1960 : Conspiracy of Hearts'', de Ralph Thomas - 1963 : Decision at Midnight, de Lewis Allen - 1966 : A Man could get killed, de Ronald Neame y Cliff Owen - 1968 : Interlude - 1969 : Ana de los mil días, de Charles Jarrott - 1971 : Up the Chastity Belt (1971) |

## Actuaciones televisivas
- La saga de los Forsyte (BBC, 1967)
- Fall of Eagles (BBC, 1974)